# Liste der Ober- und Mittelzentren in Rheinland-Pfalz
Die Liste der Ober- und Mittelzentren in Rheinland-Pfalz listet alle Oberzentren, Mittelzentren und Mittelzentren mit oberzentralen Teilfunktionen in Rheinland-Pfalz auf. Grundlage ist das Landesentwicklungsprogramm Rheinland-Pfalz LEP IV.
Die Einträge sind alphabetisch sortiert.

## Oberzentren
| Zentrum               | Landkreis        |
| --------------------- | ---------------- |
| Mainz                 | Kreisfreie Stadt |
| Kaiserslautern        | Kreisfreie Stadt |
| Ludwigshafen am Rhein | Kreisfreie Stadt |
| Koblenz               | Kreisfreie Stadt |
| Trier                 | Kreisfreie Stadt |

## Mittelzentren mit oberzentralen Teilfunktionen
| Zentrum                             | Landkreis        |
| ----------------------------------- | ---------------- |
| Landau                              | Kreisfreie Stadt |
| Speyer                              | Kreisfreie Stadt |
| Worms                               | Kreisfreie Stadt |
| Zweibrücken (mit Homburg, Saarland) | Kreisfreie Stadt |

## Mittelzentren
| Zentrum                    | Landkreis                 |
| -------------------------- | ------------------------- |
| Altenkirchen (Westerwald)  | Altenkirchen (Westerwald) |
| Alzey                      | Alzey-Worms               |
| Andernach                  | Mayen-Koblenz             |
| Bad Bergzabern             | Südliche Weinstraße       |
| Bad Dürkheim               | Bad Dürkheim              |
| Bad Ems                    | Rhein-Lahn-Kreis          |
| Bad Kreuznach              | Bad Kreuznach             |
| Bingen am Rhein            | Mainz-Bingen              |
| Boppard                    | Rhein-Hunsrück-Kreis      |
| Dahn                       | Südwestpfalz              |
| Daun                       | Vulkaneifel               |
| Diez                       | Rhein-Lahn-Kreis          |
| Frankenthal (Pfalz)        | Kreisfreie Stadt          |
| Germersheim                | Germersheim               |
| Gerolstein                 | Vulkaneifel               |
| Grünstadt                  | Bad Dürkheim              |
| Hermeskeil                 | Trier-Saarburg            |
| Ingelheim am Rhein         | Mainz-Bingen              |
| Landstuhl                  | Kaiserslautern            |
| Linz am Rhein              | Neuwied                   |
| Mayen                      | Mayen-Koblenz             |
| Neustadt an der Weinstraße | Kreisfreie Stadt          |
| Neuwied                    | Neuwied                   |
| Pirmasens                  | Kreisfreie Stadt          |
| Prüm                       | Eifelkreis Bitburg-Prüm   |
| Saarburg                   | Trier-Saarburg            |
| Wittlich                   | Bernkastel-Wittlich       |

## Mittelzentrale Verbünde (kooperierende Zentren)
| Zentrenverbund                                                                     | Landkreis                                         |
| ---------------------------------------------------------------------------------- | ------------------------------------------------- |
| Adenau, Bad Neuenahr-Ahrweiler, Remagen und Sinzig                                 | Ahrweiler                                         |
| Annweiler am Trifels, Edenkoben, Herxheim bei Landau/Pfalz und Landau in der Pfalz | Südliche Weinstraße und Stadt Landau in der Pfalz |
| Bad Sobernheim, Kirn und Meisenheim                                                | Bad Kreuznach                                     |
| Baumholder, Birkenfeld und Idar-Oberstein                                          | Birkenfeld                                        |
| Bendorf, Höhr-Grenzhausen, Koblenz, Lahnstein und Vallendar                        | Mayen-Koblenz, Rhein-Lahn-Kreis und Stadt Koblenz |
| Bernkastel-Kues und Traben-Trarbach                                                | Bernkastel-Wittlich                               |
| Betzdorf, Kirchen und Wissen                                                       | Altenkirchen (Westerwald)                         |
| Bitburg und Neuerburg                                                              | Eifelkreis Bitburg-Prüm                           |
| Cochem und Zell                                                                    | Cochem-Zell                                       |
| Dernbach, Montabaur und Wirges                                                     | Westerwaldkreis                                   |
| Dierdorf und Neuwied                                                               | Neuwied                                           |
| Eisenberg, Kirchheimbolanden und Rockenhausen                                      | Donnersbergkreis                                  |
| Hachenburg und Westerburg                                                          | Westerwaldkreis                                   |
| Haßloch und Neustadt an der Weinstraße                                             | Bad Dürkheim und Stadt Neustadt an der Weinstraße |
| Kandel und Wörth am Rhein                                                          | Germersheim                                       |
| Kastellaun und Simmern                                                             | Rhein-Hunsrück-Kreis                              |
| Konz und Trier                                                                     | Trier-Saarburg und Stadt Trier                    |
| Kusel und Lauterecken                                                              | Kusel                                             |
| Ludwigshafen am Rhein und Schifferstadt                                            | Rhein-Pfalz-Kreis und Stadt Ludwigshafen am Rhein |
| Mainz, Nieder-Olm, Nierstein und Oppenheim                                         | Mainz-Bingen und Stadt Mainz                      |
| Nastätten, St. Goar und St. Goarshausen                                            | Rhein-Hunsrück-Kreis und Rhein-Lahn-Kreis         |

## Belege
- Ministerium des Innern und für Sport Rheinland-Pfalz (Hrsg.): Landesentwicklungsprogramm Rheinland-Pfalz -LEP IV- (PDF, 11,81 MB)